# Brunegggletscher
Der Brunegggletscher ist ein Gletscher in den Walliser Alpen, im Kanton Wallis der Schweiz. Er ist rund 4,3 km lang (2011), durchschnittlich 1,5 km breit und nimmt eine Fläche von 6,1 km² (1975) ein.
Seinen Ursprung hat der Brunegggletscher auf am Verbindungsgrat zwischen dem Bishorn im Westen und dem Brunegghorn im Osten. Über das 3549 m hohe Bisjoch besteht eine Verbindung nach Süden mit dem Bisgletscher. Der Brunegggletscher fliesst nach Nordwesten und ist durch den Felsgrat des Stierbergs (3507 m) vom parallel verlaufenden Turtmanngletscher getrennt. Im Nordosten wird der Brunegggletscher vom Schöllihorn (3500 m) gesäumt. Der Gletscher teilt sich in seinem unteren Bereich an den Felsen der Adlerflüe in zwei Arme, von denen der eine in den Turtmanngletscher fliesst, der andere jedoch in einer Zunge auf ungefähr 2500 m ausläuft. Das Schmelzwasser wird von Bruneggbach und der Turtmänna aufgenommen, die durch das Turtmanntal zur Rhone fliesst.
Im Hochstadium während der Kleinen Eiszeit um die Mitte des 19. Jahrhunderts floss auch die nördliche Zunge des Brunegggletschers mit dem Turtmanngletscher zusammen. Als einer der wenigen Gletscher in den Schweizer Alpen wies der Brunegggletscher zwischen 1980 und 2000 insgesamt eine positive Längenänderung auf. Seither zieht er sich jedoch rapide zurück.
Auf einem Vorsprung nördlich des Brunegggletschers steht auf 2519 m die Turtmannhütte des Schweizer Alpen-Clubs. Sie ist Ausgangspunkt für Bergbesteigungen und Gletschertouren in der Umgebung, Gipfelziele sind vor allem Brunegghorn und die Barrhörner.